# Aplocampa
Aplocampa là một chi bướm đêm thuộc họ Erebidae.